# Edyta Szymańska
Edyta Szymańska (ur. 4 grudnia 1970 - zm.  18 marca 2015) – polska matematyczka i informatyczka, doktor habilitowany nauk matematycznych, nauczyciel akademicki, profesor informatyki na Uniwersytecie Adama Mickiewicza.

## Życiorys
Ukończyła Liceum Ogólnokształcące w Środzie Wielkopolskiej w 1989 roku. Następnie studiowała na Wydziale Matematyki i Fizyki UAM w Poznaniu. Dyplom magistra matematyki z wyróżnieniem – Medal UAM – otrzymała w 1994 roku. Jej praca magisterska Probabilistyczne algorytmy równoległe poszukiwania maksymalnego zbioru niezależnego w grafie napisana pod kierunkiem prof. Michała Karońskiego uzyskała nagrodę Polskiego Towarzystwa Informatycznego.
Była słuchaczką Studium Doktoranckiego Wydziału Matematyki i Informatyki Uniwersytetu Adama Mickiewicza w Poznaniu. Publiczna obrona jej rozprawy doktorskiej z nauk matematycznych w zakresie informatyki odbyła się w dniu 27 maja 1999. Rozprawa miała tytuł Algorytmy równoległe poszukiwania maksymalnego zbioru niezależnego w hipergrafach liniowych, a jej promotorem był prof. dr hab. Michał Karoński. Recenzentami w postępowaniu byli prof. dr hab. Mirosław Kutyłowski z Wydziału Podstawowych Problemów Techniki Politechniki Wrocławskiej oraz dr hab. Marek Karpiński z  Uniwersytetu w Bonn, Niemcy. Komisja wystąpiła do Rady Wydziału z wnioskiem o nadanie mgr Edycie Szymańskiej stopnia naukowego doktora nauk matematycznych w zakresie informatyki oraz o wyróżnienie rozprawy nagrodą.
Po uzyskaniu stopnia doktora w procedurze konkursowej otrzymała stanowisko adiunkta na wydziale macierzystym. Jednocześnie otrzymała propozycję pracy w wiodących ośrodkach badawczych w Stanach Zjednoczonych Ameryki Północnej oraz Szwecji. Na przełomie wieków  dr Szymańska otrzymała urlop naukowy na realizację zaproponowanych kontraktów na badania naukowe w USA oraz w Szwecji (jako stypendystka Instytutu Szwedzkiego w ramach programu VISBY). Odbyła staże naukowe na Emory University, Atlanta (USA) (1996, 1999, 2003, 2005, 2007–2008), Georgia Institute of Technology, Atlanta (USA) (1999, 2010), Department of Computer Sience na Uniwersytecie w Lundzie (Szwecja) (2000).

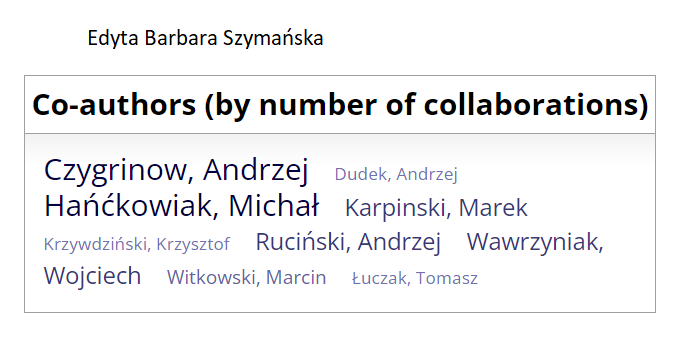
Współautorzy prac w ujęciu statystycznym wg liczby wspólnych prac z Edytą Szymańską

Była cenioną i lubianą wykładowczynią. Jej autorskim wykładem były Algorytmy probabilistyczne. Wypromowała dziewięć prac magisterskich z informatyki. Kilkakrotnie prowadziła semestralne zajęcia na uczelniach Georgia Institute of Technology i Emory University w Atlancie.
Do 2013 roku opublikowała 16 prac z zagadnień obejmujących kombinatorykę i informatykę. W latach 2011--2015 kierowała projektem badawczym NCN Algorytmiczne aspekty teorii grafów i hipergrafów w klasycznym i rozproszonym modelu obliczeń. W 2012 roku otrzymała nagrodę naukową III stopnia JM Rektora UAM. Przez wiele lat była wydziałową koordynatorką programu Erasmus.
Na posiedzeniu w dniu 25 kwietnia 2014 Rada Wydziału nadała stopień naukowy doktora habilitowanego nauk matematycznych w zakresie informatyki dr Edycie Szymańskiej z Zakładu Teorii Algorytmów i Bezpieczeństwa Danych.
Zmarła 18 marca 2015 roku po ponad trzyletnich zmaganiach z chorobą nowotworową. Zostawiła męża i 14-letniego syna.

## Zainteresowania naukowo-badawcze
Jej zainteresowania naukowe dotyczyły kombinatoryki, teorii grafów, teorii algorytmów i informatyki teoretycznej. W swojej pracy naukowej skupiała się na teorii algorytmów rozproszonych i złożoności obliczeniowej problemów ekstremalnych w hipergrafach (kolorowania, skojarzenia doskonałe, cykle Hamiltona). Przetłumaczyła z języka angielskiego monografię, którą napisali Michael Mitzenmacher i Eli Upfal: Metody probabilistyczne i obliczenia. Algorytmy randomizowane i analiza probabilistyczna.

## Memoriał Edyty Szymańskiej
Wydział Matematyki i Informatyki UAM  ustanowił  konkursu o nagrodę im. Edyty Szymańskiej na najlepszy wynik naukowy (lub serię takich wyników) z zakresu matematyki lub informatyki teoretycznej, uzyskany przez kobietę związaną z polskim środowiskiem matematycznym. Konkurs adresowany jest do wszystkich kobiet nieposiadających stopnia doktora habilitowanego, w tym do studentek i doktorantek. Pierwsza edycja tego konkursu została ogłoszona w 2015 roku. Jego rozstrzygnięcie nastąpiło w lutym 2017. Od drugiej edycji tj. 2019 roku konkurs jest objęty patronatem Polskiego Towarzystwa Kobiet w Matematyce z siedzibą w Rzeszowie.